# الببینو، لامباردی
الببینو، لامباردی (به ایتالیایی: Albino, Lombardy) یک سکونتگاه مسکونی در ایتالیا است که در استان برگامو واقع شده‌است.

## خصوصیات
الببینو ۳۱٫۳۲ کیلومترمربع مساحت و ۱۷٬۸۰۷ نفر جمعیت دارد.